# Reforma agraria de Chile
La reforma agraria fue un proceso que incluyó la redistribución a gran escala del ingreso, las oportunidades y otros beneficios derivados de la propiedad de la tierra en favor del cultivador (campesino con y sin tierra) y de la sociedad.
En Chile, este proceso se llevó a cabo entre los años 1962 y 1973, como medida de respuesta a la gran ineficiencia y crisis del agro nacional durante la primera mitad del siglo XX. Fue iniciado durante el gobierno de Jorge Alessandri. Hacia fines del gobierno de Salvador Allende ya se habían expropiado más de 6 millones de hectáreas a lo largo de todo el país.[cita requerida]

## Características
Ningún chileno podía ser dueño de una extensión de tierra mayor a 2.5 hectáreas de riego, denominadas como las 80 hectáreas básicas. Eran expropiables:[cita requerida]
- Toda propiedad agrícola de corporaciones o sociedades.
- Toda propiedad agrícola cualquiera sea su tamaño que estuviese mal explotada.
- Toda propiedad agrícola beneficiada por obras de regadío efectuadas por el Estado.

El pago de las propiedades expropiadas se calculaba en base al valor fiscal de la última tasación. Este sistema de avalúo provocó que las propiedades agrícolas fueron tasadas a un valor mucho menor que el de mercado. Una vez determinado el valor de la propiedad, se procedía a pagar; dependiendo del tamaño de la propiedad se pagaba al contado entre un 1 a 10% del valor, el resto en bonos de la reforma agraria no reajustables a 25 o 30 años.[cita requerida]

## Contexto
La crisis de la actividad agrícola en Chile tuvo su origen en el desinterés terrateniente por utilizar de manera eficiente sus tierras, fenómeno que se evidenció, entre otras razones, en la falta de modernización de los medios de producción existentes en los predios del país. En la postergación del desarrollo agrario durante la época del desarrollo industrial, las bajas rentabilidades del negocio agrícola junto con la virtual imposibilidad de exportar y la falta de incentivos para la promoción del agro y su consecuente desinversión. Sumado a esto, el maltrato y explotación de la clase campesina hizo que estos se vieran obligados a migrar a las ciudades buscando una mejor calidad de vida. Todas las investigaciones llevadas a cabo repetían entre sus conclusiones las pobres condiciones de vida de inquilinos y trabajadores agrícolas. El ingreso recibido por los inquilinos fue extremadamente bajo, de tal modo que ni siquiera les permitía disponer de una alimentación mínima equilibrada.
En consecuencia, la economía agraria entró en una crisis debido a su incapacidad productiva, llegando incluso a tener que importar alimentos para satisfacer la demanda nacional durante los años cincuenta. Ya en 1965 había 17 283 inquilinos menos que en 1955, lo que evidenciaba el déficit, a nivel nacional, del sector agrícola.[cita requerida]

## Desarrollo

### Frente Popular, primeros indicios
Con la llegada del radical Pedro Aguirre Cerda y el Frente Popular al gobierno en el año 1938, se impulsó fuertemente el proceso de industrialización, para lo que se fundó la Corporación de Fomento de la Producción (Corfo)  como parte de un ambicioso plan de desarrollo económico, el cual impulsaba la industria nacional, entre ellas la mecanización de la agricultura. Esto, ya era un problema para Aguirre Cerda, quien plantea una reforma agraria en su libro El problema agrario (1929), el cual propone que el Estado debía hacerse cargo de las tierras improductivas. Sin ir más lejos, el programa de gobierno para el año 1938 incluía dentro de sus puntos económicos una reforma agraria. Sin embargo, ya entablados en el poder, los gobiernos radicales decidieron privilegiar la industrialización en las grandes urbes postergando al mundo rural. Dado esto, miles de campesinos migraron a las grandes fábricas instauradas por el gobierno, aumentando aún más las crisis agraria, siendo necesario, en los años cincuenta, llegar a la importación de alimentos.

### La «reforma del macetero»

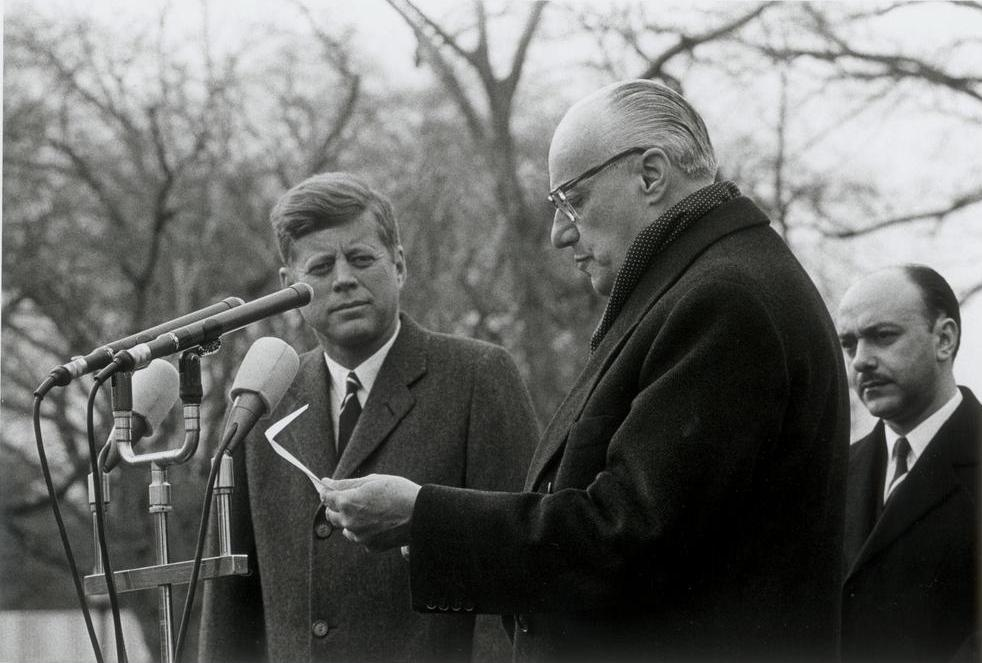
El presidente Jorge Alessandri con el presidente John F. Kennedy en 1962. La administración de ambos presidentes apoyó la reforma agraria.

El gobierno del presidente Jorge Alessandri (1958-1964) fue el primero en materializar estas intenciones de redistribución y fortalecimiento en la producción agrícola. Dentro de su «Proyecto de Ley de Reforma Agraria», se destaca la razón de orden económico y cómo la producción agropecuaria chilena no crecía al ritmo con que estaba aumentando la población del país (la producción agropecuaria-silvícola crecía a un 2% anual, mientras que la población lo hacía a un 2.26%).  Otro factor que influyó en el proyecto alessandrista fue la creación de la Alianza para el Progreso, programa de ayuda económica, política y social de Estados Unidos para América Latina creado en la Conferencia de Punta del Este (Uruguay) en 1961, el cual promovía, en uno de sus puntos, la productividad agrícola mediante la Reforma Agraria.
Condicionado por la presión internacional, Alessandri finalmente promulgó la ley 15.020 en 1962 que establecía un conjunto de disposiciones sobre la reforma agraria, las que en la práctica resultaron inadecuadas. Es más, de sus disposiciones fluye claramente que el legislador solo trató de fortalecer el mantenimiento del orden social existente, el que está muy lejos de los principios que informan la función social de la propiedad y los propósitos de una verdadera reforma agraria. Por lo mismo, esta fue popularmente catalogada como la «reforma del macetero». No obstante, con la creación de la Corporación de la Reforma Agraria (CORA) y la puesta de esta problemática sobre la mesa, se generaron las condiciones necesarias para que en un futuro cercano se promulgase un proyecto con mayor alcance.

### «La tierra para el que la trabaja»
Durante el gobierno del presidente Eduardo Frei Montalva (1964-1970) se impulsó una reforma más amplia y operativa, capaz de hacer más expedito el proceso de las expropiaciones. El 16 de julio de 1967 fueron promulgadas dos nuevas leyes sobre la materia (Ley de Reforma Agraria No 16.640 y Ley de Sindicalización Campesina 16.625), cuyos criterios básicos fueron, entre otros, la incorporación de los campesinos a la propiedad de la tierra que trabajaban, la promoción de los campesinos y sus familias para lograr su incorporación a la vida social, cultural y política del país, el mejoramiento de la productividad agrícola en todos sus niveles, la reforma del sistema de manejo y aprovechamiento de las aguas, y la reestructuración de los organismos públicos que cumplían funciones relacionadas con la agricultura. Además, se consiguió un tope en las expropiaciones de latifundios, reservándose al propietario una superficie de hasta ochenta hectáreas para riego, las llamadas hectáreas básicas. La segunda, ley 16.625 de 1967 del Ministerio del Trabajo y Previsión Social, que permitió la asociación de los campesinos, también fue conocida como la sindicación campesina.
Entre 1965 y 1970 fueron expropiados en todo el país 1319 predios con un total de 3 408 788,3 hectáreas. En los predios expropiados, se procedió a la organización de los Asentamientos de Reforma Agraria, etapa de preparación de los campesinos para la adquisición de la propiedad, que duraba entre tres y cinco años.[cita requerida]

## Efervescencia campesina
Uno de los primeros hechos de violencia ocurrió a fines del gobierno de Eduardo Frei Montalva con el asesinato de Hernán Mery, jefe zonal de la Corporación de la Reforma Agraria en Linares, el 30 de abril de 1970, cuando se disponía a ejecutar la expropiación del fundo «La Piedad»; Mery fue atacado por un campesino bajo las órdenes de Gabriel Benavente, dueño del fundo, quien se negó a acatar el fallo unánime de la Corte Suprema que determinó que la expropiación se ajustaba a derecho.
Durante el gobierno de la Unidad Popular (UP), encabezado por el presidente Salvador Allende, la reforma agraria se potenció con la ejecución de la ley 16.640, que limitaba la acumulación de tierras con un máximo de 80 hectáreas. El objetivo ya no se perfilaba, según se desprende de los discursos de la época, en torno a la idea de dar tierra al campesino, sino que se fundaba en la noción de eliminar lo más rápidamente posible el latifundio; en palabras de Allende: "el próximo año no quedará un solo latifundio en Chile". Entre 1970 y 1973, las expropiaciones fueron acompañadas de una notable efervescencia campesina, que se expresó en la ocupación de fundos, muchas veces de manera violenta. Estos se acogían en la ley 16.625, creada por el gobierno anterior, la cual fomentaba la sindicalización campesina.

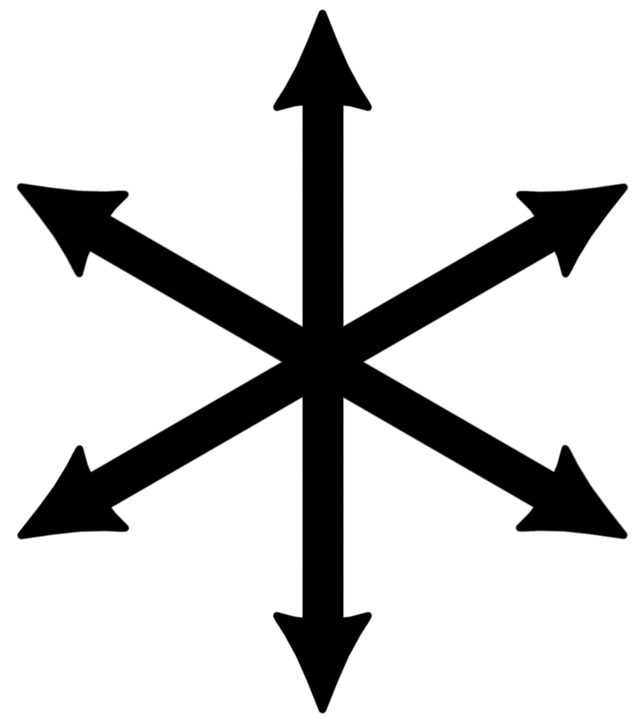
Símbolo del Comando Rolando Matus.

La reforma agraria se radicalizó durante el gobierno de Salvador Allende. De 1970 a 1973 Se registraron más de 1450 ocupaciones de tierras. En abril de 1971 el agricultor y político Jorge Baraona fallece de un infarto mientras le comunicaban el desalojo de su hacienda recientemente expropiada por el gobierno. En esa misma época el agricultor Rolando Matus muere en un enfrentamiento entre las asociaciones campesinas de derecha y campesinos que procuraban ocupar por la fuerza su hacienda. Posteriormente miembros del Partido Nacional formaron el grupo paramilitar Comando Rolando Matus en su honor.
Una de las características de la reforma agraria del gobierno de Allende fue el uso de las leyes para otorgar tierras a comunidades indígenas históricamente despojadas. Una vez electo Allende, se inicia una serie de ocupaciones de predios en la Araucanía en el marco del denominado "Cautinazo". Cuando el nuevo gobierno asume, la CORA se traslada a Temuco y comienza un intenso proceso con más de 500 expropiaciones de predios, incluyendo cerca de 160 predios, con un total más de 150 mil hectáreas, que se restituyen a comunidades mapuche. Si bien varios de estos predios comienzan una explotación colectiva, el proceso será prácticamente revertido en su totalidad durante la posterior contrarreforma.
Ya para 1973, el gobierno de Allende había expropiado exactamente 4691 predios a terratenientes. En abril de 1971, en el Teatro Caupolicán, se realizó una concentración de variados sectores políticos con el propósito de crear el Frente Nacional de la Actividad Privada. Para enero de 1972, la Corte Suprema.Después del golpe de Estado del 11 de septiembre de 1973, la CORA pasa a ser el organismo que lidera la contra-reforma agraria, revirtiendo parte de las expropiaciones originales, particularmente en La Araucanía. La CORA fue finalmente disuelta el 12 de diciembre de 1978 mediante el Decreto Ley 2405.4
La reforma agraria chilena se desarrolló de manera muy contraria a las reformas en otros países socialistas, pues no se redistribuyeron las tierras, lo que generó varias consecuencias como la descapitalización del campo, en la cual el Estado tuvo que hacerse cargo de la mano de obra y el financiamiento del predio[cita requerida]. El gobierno comienza a fijar los precios y estatiza la comercialización de los productos. Esto, implicó un descenso en la producción agraria y el gobierno se vio en la obligación de importar alimentos a fines de 1973, cuya cifra llegó a los 555,6 millones de dólares.

## Fin de la reforma
Luego del golpe de Estado de septiembre de 1973, la Junta Militar, liderada por Augusto Pinochet, tomó la decisión de traspasar la administración de las tierras a nuevos capitalistas con el fin de modernizar la producción. Se produce de esta forma un proceso de normalización o contrarreforma donde el 28,4 % de las tierras se devuelven a sus antiguos dueños, el 38,5 % son rematadas o entregadas al Estado y 33,1 % repartida a 40 mil campesinos. Además, durante la dictadura militar, la Corporación de la Reforma Agraria fue reemplazada por la Oficina de Normalización Agraria (ODENA). El proceso de contrarreforma fue muy intenso en la región de Araucanía, en que la mayoría de los predios habían sido expropiados por el gobierno de Allende, incluyendo episodios de represión violenta y revirtiendo gran parte de la restitución de tierras a comunidades mapuche. 

## Cifras
| Año                                        | Número de predios | Superficie (hectáreas) |
| ------------------------------------------ | ----------------- | ---------------------- |
| 1968                                       | 221               | 655 961                |
| 1969                                       | 314               | 861 841                |
| 1970                                       | 294               | 1 221 629              |
| 1971                                       | 1373              | 2 026 051              |
| 1972                                       | 815               | 948 720                |
| Fuente: Corporación de la Reforma Agraria. |                   |                        |